# Henry Macintosh
Henry Macintosh (* 10. Juni 1892 in Kelso, Schottland; † 26. Juli 1918 in Albert (Somme), Frankreich) war ein britischer Leichtathlet und Olympiasieger.
Bei den Olympischen Spielen 1912 in Stockholm nahm er sowohl am 100-Meter-Lauf sowie am 200-Meter-Lauf teil, schied aber jeweils im Halbfinale aus. In der 4-mal-100-Meter-Staffel gewann er jedoch die Goldmedaille, zusammen mit seinen Mannschaftskollegen David Jacobs, Victor d’Arcy und Willie Applegarth. Das Team des Vereinigten Königreichs von Großbritannien und Irland profitierte sowohl im Halbfinale wie auch im Finale von Wechselfehlern der schärfsten Konkurrenten, den Vereinigten Staaten und Deutschland.
Henry Macintosh starb im Alter von 26 Jahren an einer Verletzung, die er sich bei den Kämpfen im Ersten Weltkrieg zugezogen hatte.

## Weblinks

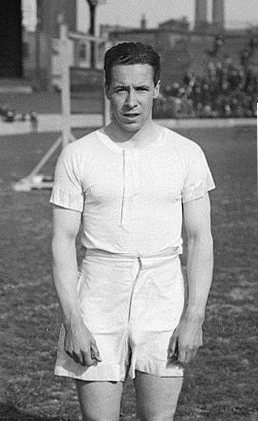
Henry Macintosh, 1913